# Poltys furcifer
Poltys furcifer là một loài nhện trong họ Araneidae.
Loài này thuộc chi Poltys. Poltys furcifer được Eugène Simon miêu tả năm 1881.